# ドクターP
ドクターP（Doctor P）ことショーン・ブロックハースト（Shaun Brockhurst、1986年4月9日 - ）は、イギリスのDJ、音楽プロデューサー。
主にダブステップやブロステップ、ドラムンベースに関する曲を発表し、Sounds Destructive、Slum Dogz、DJ Pictoとも名乗っている。
「Sweet Shop」、「Watch Out」、「テトリス」、「ビッグ・ボス」、「ラストマン・スタンディング」などの曲をリリースし、YouTubeで200万以上の再生数を記録した。また、ショーンの共同作業者はDJ Swan-E、en:Earl Falconer、en:Flux Pavilionである。
Doctor Pの名前の由来について、インタビューにて「P」はドラムンベースの「Picto」から来ており、ショーンの友人が与えた名前であった。
2007年にプロデューサーとしての活動を開始した。はじめは主にドラムンベースの楽曲を制作していたが、en:Rusko (musician)の「Cockney Thug」などに影響を受け、ダブステップの中でもベース主導のよりエネルギッシュなサブジャンルに傾倒しはじめた。その後制作した「Badman Sound」により、RuskoなどのDJに認知されることとなった。

## ディスコグラフィー

### リリース
- 2009年、「Sweet Shop/Gargoyle」[4]（Circus Records）
- 2010年、「Badman Sound」（Dub Police）
- 2010年、「Watch Out」（Circus Records）
- 2010年、「Big Boss/Black Books」ft RSK（Circus Records）
- 2010年、「Stinkfinger」（XS Dubz）
- 2011年、「Tetris」（Circus Records）※全英シングルチャートで185位を記録[5]。
- 2011年、「Superbad」ft Flux Pavilion（Circus Records）
- 2011年、「Circus One」with Flux Pavilion（Circus Records）
- 2011年、「Neon」ft en:Jenna Gibbons（Circus Records）
- 2012年、「Music Is Dead」ft en:Dillon Francis（Circus Records）
- 2012年、「Galaxies & Stars」ft Ce'Cile（Circus Records）
- 2012年、「Bulletproof」ft en:Eva Simons（Circus Records）
- 2012年、「Animal Vegetable Mineral - Part 1」（Circus Records、アトランティック・レコード）
- 「Streets of Rage」
- 「Vampire Dub」

### リミックス
- en:Caspa「Marmite」
- ブリトニー・スピアーズ「3」
- en:Example (musician)「en:Last Ones Standing」
- en:dan le sac vs Scroobius Pip「Sick Tonight」
- dan le sac vs Scroobius Pip「The Struggle」
- en:Fenech-Soler「Lies」
- en:Blame「Star」
- プランB「en:Love Goes Down」
- en:12th Planet (musician)「Reasons」
- en:DJ Fresh ft en:Sian Evans「en:Louder (DJ Fresh song)」※Flux Pavillionと共同
- Krome & Time「The License」
- エド・シーラン「en:Drunk (song)」
- Boy Kid Cloud「How It Looks」
- Persist「Bomb Threat」
- Roksonix「Music In Me」